# Marius Trésor
Marius Trésor (* 15. Januar 1950 in Sainte-Anne, Guadeloupe) ist ein ehemaliger französischer Fußballspieler. Er wurde von Pelé im März 2004 in die FIFA 100 gewählt.

## Karriere
Trésor, der erst mit 19 Jahren nach Frankreich gekommen war, spielte anfangs auf der defensiven linken, gelegentlich auch der rechten Außenbahn, entfaltete seine Qualitäten aber zunehmend auf der Liberoposition. Seine professionelle Karriere begann 1969 bei AC Ajaccio; danach spielte er bei Olympique Marseille (1972–1980) und Girondins Bordeaux (1980–1984) auf höchstem nationalen Niveau. Mit Marseille gewann er 1976 den französischen Pokal und mit Bordeaux 1984 die französische Meisterschaft. Schon 1972 wurde er als Französischer Fußballer des Jahres ausgezeichnet.
Zwischen Dezember 1971 und November 1983 bestritt er 65 Länderspiele (acht für Ajaccio, 37 für Marseille und 20 für Bordeaux) in der Nationalelf und erzielte dabei vier Tore, zwei davon (1973 und 1982) gegen Deutschland. Er war in 25 Spielen auch Mannschaftskapitän der Équipe Tricolore und WM-Teilnehmer 1978 und 1982 (10 Einsätze). 1982 stand Trésor auch im dramatischen Halbfinale gegen Deutschland auf dem Platz  und brachte Frankreich in der Verlängerung in Führung. Schließlich unterlag Frankreich und wurde Vierter des Turniers. Von 1983 bis 1985 war er auch französischer Rekordnationalspieler, bevor ihn Maxime Bossis überholte.

## Erfolge
- 1972 Frankreichs Fußballer des Jahres
- 1982 Vierter der Weltmeisterschaft
- Französischer Vizemeister 1975 (Marseille)
- Französischer Pokalsieger 1975/76 (Marseille)
- Französischer Meister 1984 (Bordeaux)